# Maršovka
Maršovka (někdy nazývaná Poklekovský potok, potok Poklekov) je potok, pravostranný přítok řeky Úpy. Délka toku činí přes 5 km. Potok pramení v horní části obce Maršov u Úpice a protéká údolím, táhnoucím se od Maršova, přes Libňatov až k obci Havlovice, kde se v místní části Poklekov vlévá do řeky Úpy. V těchto místech je také veden náhon napájející havlovický rybník Jindra.

## Průběh toku
Potok pramení v horní části obce Maršov ve stráni asi 480 m n. m., pod kterou je vybudována požární nádrž. Dále protéká obcí a vytváří dlouhé údolí. V dolní části obce napájí 2 rybníky a odtéká do obce Libňatov, kde přibírá ještě několik větších přítoků. Jeden z nich pramení v lese Barchoviny a protéká místním koupalištěm. Na konci obce Libňatov se Maršovka dostává do otevřenějšího údolí, vytváří meandry a odtéká kolem Králova kopce do obce Havlovice. Do Úpy se vlévá asi ve výšce 310 m n. m.

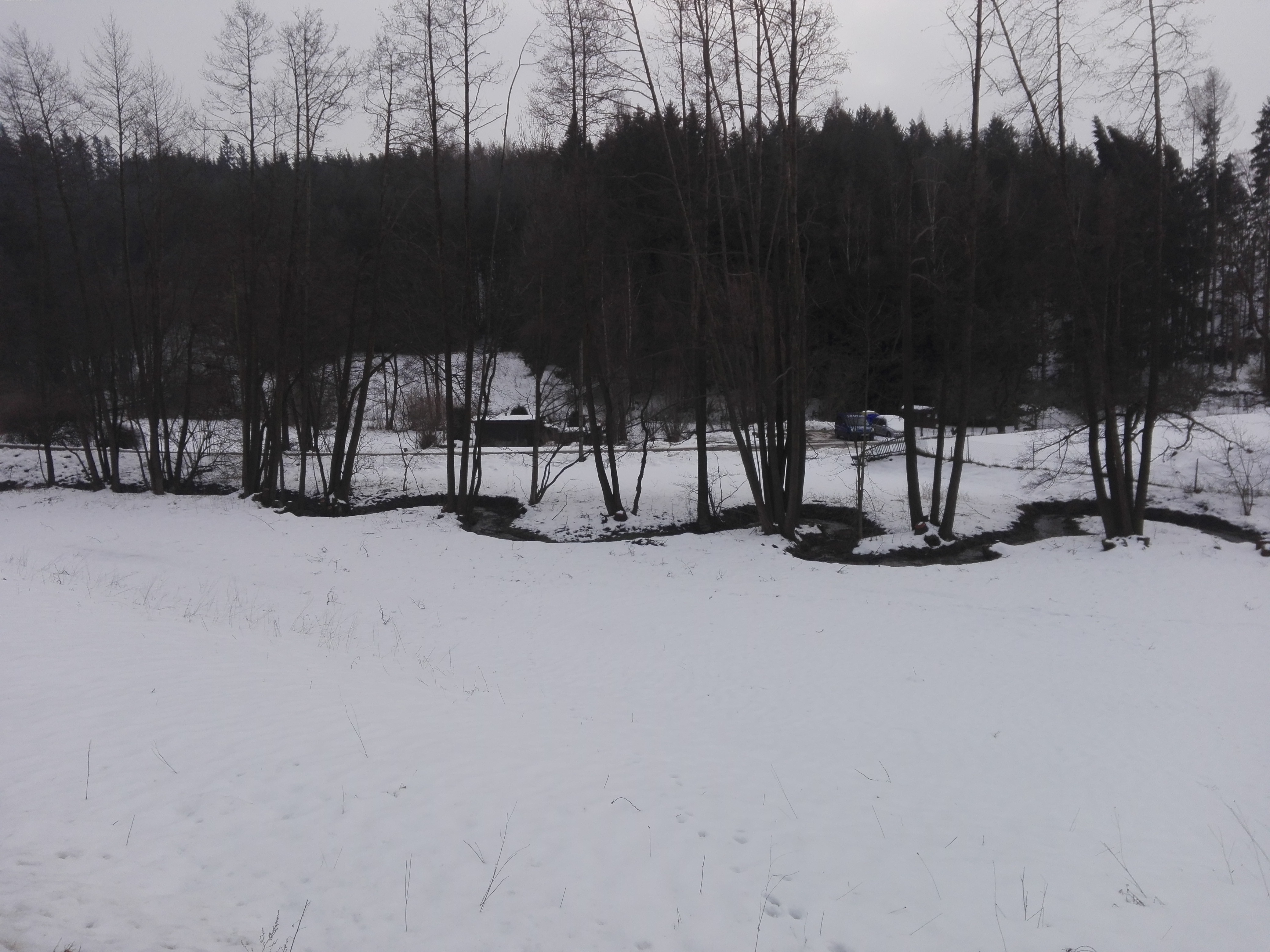
Maršovka vytvářející na svém dolním toku meandry v dolní části obce Libňatov
Maršovka v dolní části obce Libňatov